# Ngưỡng Nguyên phi
Ngưỡng Nguyên Phi là người vợ thứ hai của Tiền Hoằng Tá, vị vua thứ ba của nước Ngô Việt thời Ngũ Đại Thập Quốc và bà là người vợ duy nhất khi ông ấy trở thành vị vua.
Có rất ít thông tin về bà, cha bà là Ngưỡng Nhân Thuyên, là một vị tướng nổi bật dưới thời cha của Tiền Hoằng Tá, Tiền Nguyên Quán, đạt được danh hiệu tiết độ sứ. Vào năm 943, Tiền Hoằng Tá, khi người vợ thứ nhất là Đỗ phu nhân đã mất, đã kết hôn bà làm người vợ thứ hai của ông ấy. Tuy nhiên, bà mất không lâu sau ấy.